# Campeonato Sul-Americano de Atletismo Sub-20 de 2017
O Campeonato Sul-Americano de Atletismo Sub-20 de 2017 foi a 42ª edição da competição de atletismo organizada pela CONSUDATLE para atletas com menos de vinte anos, classificados como sub-20. Sendo essa a primeira edição com a nova nomenclatura. O evento foi realizado no Centro Nacional de Atletismo, em Leonora, na Guiana, entre 3 e 4 de junho de 2017. Contou com 11 nacionalidades distribuídos em 41 eventos. Essa é a primeira vez que a Guiana sedia o evento.

## Medalhistas
Esses foram os resultados do campeonato. 

### Masculino
| Evento                      | Ouro                                                                                   | Ouro     | Prata                                                                          | Prata    | Bronze                                                                                  | Bronze   |
| --------------------------- | -------------------------------------------------------------------------------------- | -------- | ------------------------------------------------------------------------------ | -------- | --------------------------------------------------------------------------------------- | -------- |
| 100 metros                  | Compton Caesar · Guiana                                                                | 10.37    | Derick Silva · Brasil                                                          | 10.45    | Daniel Londero · Argentina                                                              | 10.70    |
| 200 metros                  | Derick Silva · Brasil                                                                  | 20.92    | Compton Caesar · Guiana                                                        | 21.45    | Enzo Faulbaum · Chile                                                                   | 21.55    |
| 400 metros                  | Miguel Shepper · Suriname                                                              | 47.90    | Daniel Williams · Guiana                                                       | 48.24    | Mateo Pascual · Uruguai                                                                 | 48.30    |
| 800 metros                  | Jeferson dos Santos · Brasil                                                           | 1:56.35  | Samuel Lynch · Guiana                                                          | 1:57.26  | Anfernee Headecker · Guiana                                                             | 1:57.87  |
| 1 500 metros                | Jeferson dos Santos · Brasil                                                           | 4:00.95  | José Zabala · Argentina                                                        | 4:02.51  | Anfernee Headecker · Guiana                                                             | 4:02.81  |
| 5 000 metros                | Daniel do Nascimento · Brasil                                                          | 14:53.71 | Yuri Labra · Peru                                                              | 14:54.24 | Carlos Hernández · Colômbia                                                             | 14:56.33 |
| 10 000 metros               | Daniel do Nascimento · Brasil                                                          | 31:01.64 | Yuri Labra · Peru                                                              | 32:13.78 | Omar Ramos · Peru                                                                       | 35:39.20 |
| 10 km marcha atlética       | Jhonathan Amores · Equador                                                             | 45:34.90 | César Herrera · Colômbia                                                       | 45:56.70 | Matheus Correa · Brasil                                                                 | 46:12.50 |
| 110 metros barreiras        | Marcos Herrera · Equador                                                               | 13.58    | Vittor Souza · Brasil                                                          | 13.87    | Diego Vivas · Colômbia                                                                  | 13.99    |
| 400 metros barreiras        | Caio Giovani Martins · Brasil                                                          | 54.78    | Eher Ali Romana · Colômbia                                                     | 55.65    | Terrence Fraser · Guiana                                                                | 58.07    |
| 3.000 metros com obstáculos | Walace Caldas · Brasil                                                                 | 9:26.40  | Edwar Condori · Peru                                                           | 9:33.20  | Alexander Huanca · Peru                                                                 | 9:35.40  |
| 4×100 metros estafetas      | Brasil · Cleverson Pereira Junior · Gabriel Oliveira · Derick Silva · Vittor Souza     | 41.29    | Guiana · Daniel Williams · Tyrell Peters · Ryan Bramble · Compton Caesar       | 41.30    | Colômbia · Juan David Moreno · Diego Vivas · Samuel Mauricio González · Yeimer Palacios | 42.38    |
| 4×400 metros estafetas      | Colômbia · Nicolas Salinas · Manuel Henao · Eher Ali Romana · Samuel Mauricio González | 3:20.85  | Suriname · Bargalvio Sallesman · Miguel Shepper · Astrando Piñas · Daniel Peng | 3:33.91  | Argentina · Lautaro Benitez · Valentin Della · ? · José Zabala                          | 3:35.94  |
| Salto em altura             | Luan Barbosa de Souza · Brasil                                                         | 1.95     | Tortque Boyce · Guiana                                                         | 1.90     | Daniel Williams · Guiana                                                                | 1.90     |
| Salto em comprimento        | José Luis Mandros · Peru                                                               | 7.91     | Yeimer Palacios · Colômbia                                                     | 7.69     | Gabriel Oliveira · Brasil                                                               | 7.62     |
| Salto triplo                | Frixon Chila · Equador                                                                 | 15.76    | Arnovis Dalmero · Colômbia                                                     | 15.64    | Geiner Moreno · Colômbia                                                                | 14.95    |
| Arremesso de peso           | Saymon Hoffmann · Brasil                                                               | 16.57    | Claudio Romero · Chile                                                         | 16.48    | Luis Córdoba · Colômbia                                                                 | 15.84    |
| Lançamento de disco         | Saymon Hoffmann · Brasil                                                               | 54.59    | Wellinton da Cruz Filho · Brasil                                               | 53.91    | Claudio Romero · Chile                                                                  | 52.23    |
| Lançamento do martelo       | Alencar Pereira · Brasil                                                               | 71.42    | Roberto Montiel · Chile                                                        | 66.31    | Apenas 2 participantes                                                                  |          |
| Lançamento do dardo         | Pedro Henrique Rodrigues · Brasil                                                      | 69.71    | Tramaine Beckles · Guiana                                                      | 53.41    | Timothy Sealey · Guiana                                                                 | 48.93    |
| Decatlo                     | Ignacio Sánchez · Peru                                                                 | 5271     | Dennies Roberts · Guiana                                                       | 4936     | Jordan de Souza · Brasil                                                                | 3361     |

### Feminino
| Evento                      | Ouro                                                                               | Ouro     | Prata                                                                                    | Prata    | Bronze                                                                                          | Bronze   |
| --------------------------- | ---------------------------------------------------------------------------------- | -------- | ---------------------------------------------------------------------------------------- | -------- | ----------------------------------------------------------------------------------------------- | -------- |
| 100 metros                  | Lorraine Martins · Brasil                                                          | 11.56    | Onasha Rogers · Guiana                                                                   | 11.71    | Kenisha Phillips · Guiana                                                                       | 11.78    |
| 200 metros                  | Lorraine Martins · Brasil                                                          | 23.89    | Romina Cifuentes · Equador                                                               | 24.19    | Kenisha Phillips · Guiana                                                                       | 24.26    |
| 400 metros                  | Tiffani Beatriz Marinho · Brasil                                                   | 54.25    | Avon Samuels · Guiana                                                                    | 55.45    | Karen Tatiana Segura · Colômbia                                                                 | 57.56    |
| 800 metros                  | Johana Arrieta · Colômbia                                                          | 2:10.41  | Joanna Archer · Guiana                                                                   | 2:19.43  | Davinia Asantiba · Suriname                                                                     | 2:50.68  |
| 1 500 metros                | Pietra da Silva · Brasil                                                           | 4:31.82  | Jarly Camila Marín · Colômbia                                                            | 4:33.83  | Claudrice McKoy · Guiana                                                                        | 4:39.96  |
| 3 000 metros                | Micaela Levaggi · Argentina                                                        | 9:58.15  | Sheyla Eulogio · Peru                                                                    | 10:10.06 | Lida Meneses · Peru                                                                             | 10:18.91 |
| 5 000 metros                | Virginia Huatarongo · Peru                                                         | 18:18.10 | Nicole Urra · Chile                                                                      | 18:20.60 | Sheyla Eulogio · Peru                                                                           | 18:35.70 |
| 10 km marcha atlética       | María Montoya · Colômbia                                                           | 48:22.4  | Evelyn Inga · Peru                                                                       | 48:33.1  | Leyde Guerra · Peru                                                                             | 49:07.6  |
| 100 metros barreiras        | Maribel Caicedo · Equador                                                          | 14.32    | Vitoria Sena Alves · Brasil                                                              | 14.41    | María Valentina Sánchez · Argentina                                                             | 15.07    |
| 400 metros barreiras        | Valeria Cabezas · Colômbia                                                         | 60.27    | Marlene Ewellyn dos Santos · Brasil                                                      | 61.24    | Salome Navarro · Equador                                                                        | 63.73    |
| 3.000 metros com obstáculos | Rina Cjuro · Peru                                                                  | 10:47.25 | Erika Mariela Pilicita · Equador                                                         | 10:48.63 | Clara Macarena Baiocchi · Argentina                                                             | 11:08.13 |
| 4×100 metros estafetas      | Equador · Salome Navarro · Romina Cifuentes · Katherin Chillambo · Maribel Caicedo | 46.47    | Colômbia · Valeria Cabezas · Angelica Gamboa · Shary Vallecilla · María Fernanda Murillo | 47.33    | Guiana · Kenisha Phillips · Cassie Small · Avon Samuels · Onasha Rogers                         | 47.43    |
| 4×400 metros estafetas      | Guiana · Avon Samuels · Tandika Haynes · Kenisha Phillips · Joanna Archer          | 3:51.40  | Colômbia · Jarly Camila Marín · Marisofia Pinilla · Angelica Gamboa · Johana Arrieta     | 3:52.14  | Argentina · María Valentina Sánchez · Micaela Levaggi · Clara Macarena Baiocchi · Oriana Prieto | 4:13.57  |
| Salto em altura             | María Fernanda Murillo · Colômbia                                                  | 1.78     | Roberta dos Santos · Brasil                                                              | 1.75     | Candy Toche · Peru                                                                              | 1.75     |
| Salto em comprimento        | Chantoba Bright · Guiana                                                           | 6.30     | Vitoria Sena Alves · Brasil                                                              | 6.12     | Ruth Sanmogan · Guiana                                                                          | 5.59     |
| Salto triplo                | Mirieli Estaili Santos · Brasil                                                    | 12.71    | Monifah Djoe · Suriname                                                                  | 12.33    | Chantoba Bright · Guiana                                                                        | 12.19    |
| Arremesso de peso           | Ailen Armada · Argentina                                                           | 14.34    | Ana Caroline da Silva · Brasil                                                           | 13.92    | Jelyza Pengel · Suriname                                                                        | 11.56    |
| Lançamento de disco         | Ailen Armada · Argentina                                                           | 47.43    | Valquiria Meurer · Brasil                                                                | 44.19    | Dahiana López · Uruguai                                                                         | 40.74    |
| Lançamento do martelo       | Mariana García · Chile                                                             | 60.42    | Ana Lays Bayer · Brasil                                                                  | 59.96    | Araceli Nahuel · Argentina                                                                      | 53.24    |
| Lançamento do dardo         | Yuleixi Angulo · Equador                                                           | 54.00    | Fabielle Samira Ferreira · Brasil                                                        | 51.74    | Kimbily Hilliman · Guiana                                                                       | 19.82    |

## Quadro de medalha
A contagem de medalhas foi publicada. 
| Ordem | País      | Medalha de ouro | Medalha de prata | Medalha de bronze | Total |
| ----- | --------- | --------------- | ---------------- | ----------------- | ----- |
| 1     | Brasil    | 18              | 11               | 3                 | 32    |
| 2     | Equador   | 6               | 2                | 1                 | 9     |
| 3     | Colômbia  | 5               | 7                | 6                 | 18    |
| 4     | Peru      | 4               | 5                | 6                 | 15    |
| 5     | Guiana    | 3               | 10               | 12                | 25    |
| 6     | Argentina | 3               | 1                | 6                 | 10    |
| 7     | Chile     | 1               | 3                | 2                 | 6     |
| 8     | Suriname  | 1               | 2                | 2                 | 5     |
| 9     | Uruguai   | 0               | 0                | 2                 | 2     |

Legenda
| Recorde mundial       | Recorde mundial (World record)               |                       | Recorde africano                      | Recorde africano (African) |                                           | Q | Classificado por posição (Qualified) |
| Recorde do campeonato | Recorde do campeonato (Championship record)  | Recorde da América    | Recorde da América (Americas)         | q                          | Classificado por melhor tempo (Qualified) |   |                                      |
| Melhor marca do ano   | Melhor marca do ano (World leading)          | Recorde asiático      | Recorde asiático (Asian)              | DNS                        | Não largou (Did not start)                |   |                                      |
| Recorde nacional      | Recorde nacional (National record)           | Recorde europeu       | Recorde europeu (European)            | DNF                        | Não terminou (Did not finish)             |   |                                      |
| Recorde pessoal       | Recorde pessoal do atleta (Personal best)    | Recorde da Oceania    | Recorde da Oceania (Oceania)          | DSQ / DQ                   | Desclassificado (Disqualified)            |   |                                      |
| Recorde da temporada  | Recorde da temporada do atleta (Season best) | Recorde sul-americano | Recorde sul-americano (South America) | NM                         | Sem marca (No mark)                       |   |                                      |